# Guadalcanal
 Ovo je glavno značenje pojma Guadalcanal. Za istoimenu provinciju pogledajte Guadalcanal (provincija).
Guadalcanal (Isatabu) je tropski otok u jugozapadnom dijelu Tihog oceana. Otok je otkrila španjolska ekspedicija Álvara de Mendañe 1568. godine. Naziv dolazi od Guadalcanala, sela u španjolskoj pokrajini Sevilla, Andaluzija, rodnog mjesta Pedra de Ortege Valencie, člana Mendañine ekspedicije.
Godine 1896. iskrcala se na Gudalcanalu ekspedicija ALBATROSS (ime broda kojim su doplovili), koju je tamo poslalo i financiralo Geografsko društvo u Beču. Prešavši preko uskog i ravnog pojasa uz obalu, ekspedicija je poslije nekoliko dana stigla do podnožja 1 600 metara visoke planine Tatuva. Osamnaest članova austrougarske ekspedicije odlučilo je da se popne na Tatuvu bez obzira na upozorenja domorodaca da će svi stanovnici otoka umrijeti ako se netko drzne osvojiti Tatuvu. Vođa ekspedicije, ugledni geolog Henrich Foullon von Norbeeck, odgovorio je domorocima da su on i njegovi drugari došli iz velike daljine kako bi se popeli na Tatuvu i da će to učiniti. Kad su sutra dan članovi ekspedicije zajutarkovali, nezamjetno ih je opkolio velik broj domorodačkih ratnika, ali im je bilo tako žao onih za koje su znali da moraju umrijeti te su ih pustili da na miru dovrše zajutrak i tek su ih tada napali. Ekspedicija se hrabro odupirala i na kraju krajeva su uspjeli odbiti domoroce, ali ih je šest poginulo. Među njima i njihov vođa. U ekspediciji je bilo i nekoliko Hrvata. Među poginulima je bio mornar Jakov Doković, a teško ranjeni su bili Petar Čurčić, Antun Kovačević, Nikola Lovrić i Franjo Šepčić.
Tijekom 1942. i 1943. godine Guadalcanal i okolno primorje je bilo poprište žestokih sukoba (Bitka za Guadalcanal) između japanske i američke vojske koja je na kraju izvojevala pobjedu.
Na kraju rata, Honiara, na sjevernim obalama Guadalcanala, postaje novi glavni grad protektorata Britanskih Solomonskih otoka. Honiara je i danas glavni grad samostalne države Solomonski Otoci. Guadalcanal je uglavnom prekriven tropskim prašumama. U unutrašnjosti se nalazi vuklan Mount Popomanaseu visok 2449 metra nadmorske visine, najviša točka Solomonskih otoka.Guadalcanal (Isatabu) je tropski otok u jugozapadnom dijelu Tihog oceana. Otok je otkrila španjolska ekspedicija Álvara de Mendañe 1568. godine. Naziv dolazi od Guadalcanala, sela u španjolskoj pokrajini Sevilla, Andaluzija, rodnog mjesta Pedra de Ortege Valencie, člana Mendañine ekspedicije.
Tijekom 1942. i 1943. godine Guadalcanal i okolno primorje je bilo poprište žestokih sukoba (Bitka za Guadalcanal) između japanske i američke vojske koja je na kraju izvojevala pobjedu.
Na kraju rata, Honiara, na sjevernim obalama Guadalcanala, postaje novi glavni grad protektorata Britanskih Solomonskih otoka. Honiara je i danas glavni grad samostalne države Solomonski Otoci. Guadalcanal je uglavnom prekriven tropskim prašumama. U unutrašnjosti se nalazi vuklan Mount Popomanaseu visok 2449 metra nadmorske visine,[1] najviša točka Solomonskih otoka.